# علم بوروندي
علم بوروندي (الكيروندية:ibendera ry'Uburundi) أعتمد علم بوروندي في 28 مارس 1967 بعد فترة وجيزة من استقلال البلاد عن الاستعمار البلجيكي، ويتكون العلم البوروندي من صليب القديس أندرو باللون الأبيض يقسم العلم إلى أربعة أقسام: اثنان باللون الأخضر من اليمين واليسار وآخران بالأحمر من الأعلى والأسفل وفي الوسط يوجد دائرة بيضاء تحتوي على ثلاث نجوم سداسية حمراء محاطة بإطار أخضر والتي ترمز إلى المجموعات العرقية الـ3 الأصلية الرئيسية لجمهورية بوروندي وهم الهوتو والتوتسي والتوا وترمز أيضاً إلى العناصر الثلاثة لشعار النبالة البوروندي «الاتحاد، العمل، التقدم» (بالفرنسية: Unité, Travail, Progrès). النسبة الحالية هي 3:5، والتي تم تغييرها من 2:3 في 27 سبتمبر 1982.

## الألوان
|                                      | أبيض        | أحمر       | أخضر       |
| ------------------------------------ | ----------- | ---------- | ---------- |
| بانتون                               | White       | 186 C      | 354 C      |
| النموذج اللوني سيان ماجنتا أصفر أسود | 0-0-0-0     | 0-96-84-19 | 87-0-70-29 |
| ألوان الويب                          | #FFFFFF     | #CF0921    | #18B637    |
| النموذج اللوني أحمر أخضر أزرق        | 255-255-255 | 207-9-33   | 24-182-55  |

## التاريخ
عندما حكم النظام الملكي بوروندي، استخدم علم مختلف يحتوي على كاريندا (طبلة قيل أن لها قوة إلهية). بعد إلغاء النظام الملكي في نوفمبر 1966، تمت أزيلت الكاريندا من العلم، استبدالت بالذرة الذي يعد منتج زراعي هام من البلاد.

العلم من 1 يوليو 1962 حتى 28 نوفمبر 1966
العلم من 1 يوليو 1962 حتى 28 نوفمبر 1966.
استخدام العلم في 28 و 29 نوفمبر 1966
العلم 29 نوفمبر 1966 حتى 28 مارس 1967
العلم من 28 مارس 1967 حتى 27 سبتمبر 1982
العلم الوطني الحالي، الذي أعتمد في 27 سبتمبر 1982، بأبعاد مختلفة قليلاً عن علم 1967